# イカロスの飛行
『イカロスの飛行』（イカロスのひこう、Le Vol d'Icare）は、レーモン・クノーによるシナリオ形式の文芸作品。1968年にガリマール社で刊行された

## 形式
Roman en forme de scénario と呼ばれたことがある（外部リンク参照）。ほぼ映画シナリオの形式と言ってよいが、撮影用語、編集用語、音響用語などはほとんど見えない。シーン数は74。

## 主な登場人物
- イカロス：ユベールの小説の登場人物。小説から抜け出した。美男。
- ユベール：小説家
- ＬＮ（エレーヌ）：イカロスの恋人。娼婦から、洋服屋になる。自転車用の半ズボンが人気の店を開く。「クロスワード人間」を自称。
- モルコル：探偵
- シュルジュ：姦通小説を執筆中の小説家。
- ジャック：主題など無く、薄紫色をイメージさせるだけの小説を執筆中の小説家
- ジャン：ジャックらの仲間の小説家

## あらすじ
19世紀末に、パリ在住のユベールという小説家の書きかけ原稿から、主人公イカロスが逃げ出す。ユベールは、探偵モルコルを雇ってイカロスを追跡する。ジャック、ジャン、シュルジュらの作家に、最初、剽窃の嫌疑がかけられるが、彼らは身に覚えがない。しかし、イカロスがいったん捕獲されると、その三人の作家たちは今度は徴兵係に変装して、イカロスを奪取する。シュルジュの作中人物も作品から逃げ出したりして、事態は思わぬ方向へ・・・・。

## 日本語版
- 滝田文彦訳『イカロスの飛行』 筑摩書房、1972年／ちくま文庫、1991年
- 石川清子訳『イカロスの飛行　レーモン・クノー・コレクション13』 水声社、2012年

## 備考
- 「馥郁」という言葉がなぜか頻出する。
- 映画が世に登場した時代（訳者は後書きで1895年と特定している）が舞台になっているが、映画の話は直接は語られない。ちなみに1895年といえばリュミエール兄弟がパリで世界初の映画上映を行った年である。ちなみに、シーン数74は、「1968（本書発行の年）－1895（初の映画上映の年）＋1（初年を加算）」の解、すなわち、執筆時点における、映画誕生以来の年数である。
- 何度か作中人物によって、戯曲や芝居が語られる。その中に、次のような台詞が登場する。「僕は芝居は書かないよ。芝居を書くなら、一幕だけじゃなく何幕も書かなくてはならない・・・」
- 本作ではラストの一行が「私の小説は終わった」となっている。作家ユベールの小説が終わった、という意味と、本作自体が終わったという意味が二重になっているとも読める。これと似たような手法をポール・オースターが「鍵のかかった部屋」で使った。ちなみに、本作は、クノーにとって最後の長編小説になったと、訳者後書きで述べられている。
- 1980年、ミシェル・ガラブリュ主演、ダニエル・チェカルディ演出のテレビドラマ化作品が放映された[1]。